# Peter Hermann
Franz-Peter Hermann (ur. 22 marca 1952 w Kleinmaischeid) – niemiecki trener i piłkarz występujący na pozycji pomocnika lub napastnika.

## Kariera piłkarska
Hermann karierę rozpoczynał w zespole FV Engers 07. Następnie grał w TuS Neuendorf, a w połowie 1973 roku trafił do pierwszoligowego Hamburgera SV. W Bundeslidze zadebiutował 18 sierpnia 1973 roku w przegranym 0:3 pojedynku z Wuppertaler SV. W barwach Hamburgera rozegrał dwa spotkania. W październiku 1973 roku wrócił do TuS Neuendorf.
W 1974 roku Hermann przeszedł do Alemannii Akwizgran, grającej w 2. Bundeslidze Nord. Występował tam przez lata, a potem odszedł do innego zespołu tej ligi, Bayeru 04 Leverkusen. W 1979 roku awansował z nim do Bundesligi. 3 listopada 1979 roku w zremisowanym 1:1 meczu z Fortuną Düsseldorf strzelił pierwszego gola w Bundeslidze. W 1984 roku zajął z Bayerem 7. miejsce w tej lidze, które jednocześnie było jego najwyższym w karierze. W tym samym roku odszedł do VfL Hamm, a w 1985 roku zakończył karierę.

## Kariera trenerska
Hermann karierę rozpoczął w 1989 roku jako asystent trenera Bayeru 04 Leverkusen. 31 maja 1991 roku został jego tymczasowym szkoleniowcem. W Bundeslidze zadebiutował 8 czerwca 1991 roku w przegranym 1:2 spotkaniu z Borussią Dortmund. Do końca sezonu 1990/1991 Bayer poprowadził jeszcze w jednym meczu ligowym. W sezonie 1995/1996 ponownie został tymczasowym trenerem Bayeru. Tym razem prowadził go w pięciu spotkaniach Bundesligi.
Następnie Hermann prowadził rezerwy Bayeru oraz był jego skautem. W latach 2008–2009 był asystentem trenera w 1. FC Nürnberg. Następnie ponownie pełnił tę funkcję w Bayerze, a w 2011 roku został asystentem trenera Bayernu Monachium.